# 9175 Graun
A 9175 Graun (ideiglenes jelöléssel 1990 OO2) a Naprendszer kisbolygóövében található aszteroida. Henry Holt fedezte fel 1990. július 29-én.